# Volta à Hungria de 2019
A 40.ª edição da Volta à Hungria foi uma carreira de ciclismo de estrada por etapas que se celebrou entre 11 e 16 de junho de 2019 com início na cidade de Siófok e final na cidade de Székesfehérvár na Hungria. O percurso consta de um total de 7 etapas sobre uma distância total de 890 km.
A carreira faz parte do circuito UCI Europe Tour de 2019 dentro da categoria 2.1.

## Equipas participantes
Tomaram a partida um total de 19 equipas, dos quais 4 são de categoria Profissional Continental, 13 Continental e 2 selecções nacionais, quem conformaram um pelotão de 129 ciclistas. As equipas participantes foram:
| Equipes profissionais Continentais (4)- Androni Giocattoli-Sidermec - Cofidis, Solutions Crédits - Israel Cycling Academy - Neri Sottoli-Selle Italia-KTM Equipes Continentais (13)- AC Sparta Praha - Adria Mobil - Bike Aid - Team BridgeLane - CCC Development Team - Differdange-GeBa - Dukla Banská Bystrica - Elkov-Author - EvoPro Racing - Kometa - Pannon - Coop - Team Novak Equipes nacionais (2)- Hungria - Sérvia |
| |

## Etapas
| Etapa   | Data    | Percurso                    | type                      | Distância (km) | Vencedor          | Líder geral     |
| ------- | ------- | --------------------------- | ------------------------- | -------------- | ----------------- | --------------- |
| Prólogo | 11 jun. | Siófok – Siófok             | contrarrelógio individual | 4              | Jan Bárta         | Jan Bárta       |
| 1       | 12 jun. | Velence – Esztergom         | etapa escarpada           | 194            | Manuel Belletti   | Manuel Belletti |
| 2       | 13 jun. | Balassagyarmat – Miskolc    | média montanha            | 201            | Krists Neilands   | Krists Neilands |
| 3A      | 14 jun. | Kazincbarcika – Tiszafüred  | etapa escarpada           | 115            | Krisztián Lovassy | Krists Neilands |
| 3B      | 14 jun. | Tiszafüred – Hajdúszoboszló | etapa plana               | 69             | Alois Kaňkovský   | Krists Neilands |
| 4       | 15 jun. | Karcag – Gyöngyös           | média montanha            | 138            | Krists Neilands   | Krists Neilands |
| 5       | 16 jun. | Kecskemét – Székesfehérvár  | etapa plana               | 169            | Wouter Wippert    | Krists Neilands |

## Desenvolvimento da carreira

### Prólogo
| Siófok - Siófok | contrarrelógio individual | (4 km) |

| \| Classificação por etapas \| Classificação por etapas \| Classificação por etapas \| Classificação por etapas \| Classificação por etapas \| \| Ciclista \| Ciclista \| Equipe \| Tempo \| \| \| ------------------------ \| ------------------------ \| ------------------------ \| ------------------------ \| ------------------------ \| \| 1. \| Jan Bárta \| Elkov-Author \| 4m17s \| \| \| 2. \| Krists Neilands \| Israel Cycling Academy \| + 0s \| \| \| 3. \| Piotr Brożyna \| CCC Development \| + 2s \| \| \| 4. \| August Jensen \| Israel Cycling Academy \| + 2s \| \| \| 5. \| Dušan Rajović \| Adria Mobil \| + 2s \| \| \| 6. \| Antonio Puppio \| Kometa \| + 3s \| \| \| 7. \| Alexander Cataford \| Israel Cycling Academy \| + 3s \| \| \| 8. \| Michał Paluta \| CCC Development \| + 3s \| \| \| 9. \| Louis Bendixen \| Team Coop \| + 4s \| \| \| 10. \| Stefano Oldani \| Kometa \| + 4s \| \| |                    |                        |       |
| |                    |                        |       |
| Fonte: ProCyclingStats |                    |                        |       |
| Classificação por etapas |                    |                        |       |
| Ciclista | Ciclista           | Equipe                 | Tempo |
| 1. | Jan Bárta          | Elkov-Author           | 4m17s |
| 2. | Krists Neilands    | Israel Cycling Academy | + 0s  |
| 3. | Piotr Brożyna      | CCC Development        | + 2s  |
| 4. | August Jensen      | Israel Cycling Academy | + 2s  |
| 5. | Dušan Rajović      | Adria Mobil            | + 2s  |
| 6. | Antonio Puppio     | Kometa                 | + 3s  |
| 7. | Alexander Cataford | Israel Cycling Academy | + 3s  |
| 8. | Michał Paluta      | CCC Development        | + 3s  |
| 9. | Louis Bendixen     | Team Coop              | + 4s  |
| 10. | Stefano Oldani     | Kometa                 | + 4s  |

| \| Classificação geral \| Classificação geral \| Classificação geral \| Classificação geral \| Classificação geral \| \| Ciclista \| Ciclista \| Equipe \| Tempo \| \| \| ------------------- \| ------------------- \| ---------------------- \| ------------------- \| ------------------- \| \| 1. \| Jan Bárta \| Elkov-Author \| 4m17s \| \| \| 2. \| Krists Neilands \| Israel Cycling Academy \| + 0s \| \| \| 3. \| Piotr Brożyna \| CCC Development \| + 2s \| \| \| 4. \| August Jensen \| Israel Cycling Academy \| + 2s \| \| \| 5. \| Dušan Rajović \| Adria Mobil \| + 2s \| \| \| 6. \| Antonio Puppio \| Kometa \| + 3s \| \| \| 7. \| Alexander Cataford \| Israel Cycling Academy \| + 3s \| \| \| 8. \| Michał Paluta \| CCC Development \| + 3s \| \| \| 9. \| Louis Bendixen \| Team Coop \| + 4s \| \| \| 10. \| Stefano Oldani \| Kometa \| + 4s \| \| |                    |                        |       |
| |                    |                        |       |
| Fonte: ProCyclingStats |                    |                        |       |
| Classificação geral |                    |                        |       |
| Ciclista | Ciclista           | Equipe                 | Tempo |
| 1. | Jan Bárta          | Elkov-Author           | 4m17s |
| 2. | Krists Neilands    | Israel Cycling Academy | + 0s  |
| 3. | Piotr Brożyna      | CCC Development        | + 2s  |
| 4. | August Jensen      | Israel Cycling Academy | + 2s  |
| 5. | Dušan Rajović      | Adria Mobil            | + 2s  |
| 6. | Antonio Puppio     | Kometa                 | + 3s  |
| 7. | Alexander Cataford | Israel Cycling Academy | + 3s  |
| 8. | Michał Paluta      | CCC Development        | + 3s  |
| 9. | Louis Bendixen     | Team Coop              | + 4s  |
| 10. | Stefano Oldani     | Kometa                 | + 4s  |

### 1.ª etapa
| Velence - Esztergom | etapa escarpada | (194 km) |

| \| Classificação por etapas \| Classificação por etapas \| Classificação por etapas \| Classificação por etapas \| Classificação por etapas \| \| Ciclista \| Ciclista \| Equipe \| Tempo \| \| \| ------------------------ \| ------------------------ \| ----------------------------- \| ------------------------ \| ------------------------ \| \| 1. \| Manuel Belletti \| Androni Giocattoli-Sidermec \| 4h38m55s \| \| \| 2. \| Hugo Hofstetter \| Cofidis, Solutions Crédits \| + 0s \| \| \| 3. \| Dušan Rajović \| Adria Mobil \| + 0s \| \| \| 4. \| Louis Bendixen \| Team Coop \| + 0s \| \| \| 5. \| Umberto Marengo \| Neri Sottoli-Selle Italia-KTM \| + 0s \| \| \| 6. \| Attila Valter \| CCC Development \| + 0s \| \| \| 7. \| Stefano Oldani \| Kometa \| + 0s \| \| \| 8. \| Aaron Grosser \| Bike Aid \| + 0s \| \| \| 9. \| Giovanni Visconti \| Neri Sottoli-Selle Italia-KTM \| + 0s \| \| \| 10. \| Daniel Muñoz \| Androni Giocattoli-Sidermec \| + 0s \| \| |                   |                               |          |
| |                   |                               |          |
| Fonte: ProCyclingStats |                   |                               |          |
| Classificação por etapas |                   |                               |          |
| Ciclista | Ciclista          | Equipe                        | Tempo    |
| 1. | Manuel Belletti   | Androni Giocattoli-Sidermec   | 4h38m55s |
| 2. | Hugo Hofstetter   | Cofidis, Solutions Crédits    | + 0s     |
| 3. | Dušan Rajović     | Adria Mobil                   | + 0s     |
| 4. | Louis Bendixen    | Team Coop                     | + 0s     |
| 5. | Umberto Marengo   | Neri Sottoli-Selle Italia-KTM | + 0s     |
| 6. | Attila Valter     | CCC Development               | + 0s     |
| 7. | Stefano Oldani    | Kometa                        | + 0s     |
| 8. | Aaron Grosser     | Bike Aid                      | + 0s     |
| 9. | Giovanni Visconti | Neri Sottoli-Selle Italia-KTM | + 0s     |
| 10. | Daniel Muñoz      | Androni Giocattoli-Sidermec   | + 0s     |

| \| Classificação geral \| Classificação geral \| Classificação geral \| Classificação geral \| Classificação geral \| \| Ciclista \| Ciclista \| Equipe \| Tempo \| \| \| ------------------- \| ------------------- \| --------------------------- \| ------------------- \| ------------------- \| \| 1. \| Manuel Belletti \| Androni Giocattoli-Sidermec \| 4h43m07s \| \| \| 2. \| Krists Neilands \| Israel Cycling Academy \| + 3s \| \| \| 3. \| Dušan Rajović \| Adria Mobil \| + 3s \| \| \| 4. \| Jan Bárta \| Elkov-Author \| + 5s \| \| \| 5. \| Piotr Brożyna \| CCC Development \| + 7s \| \| \| 6. \| August Jensen \| Israel Cycling Academy \| + 7s \| \| \| 7. \| Alexander Cataford \| Israel Cycling Academy \| + 8s \| \| \| 8. \| Michał Paluta \| CCC Development \| + 8s \| \| \| 9. \| Louis Bendixen \| Team Coop \| + 9s \| \| \| 10. \| Stefano Oldani \| Kometa \| + 9s \| \| |                    |                             |          |
| |                    |                             |          |
| Fonte: ProCyclingStats |                    |                             |          |
| Classificação geral |                    |                             |          |
| Ciclista | Ciclista           | Equipe                      | Tempo    |
| 1. | Manuel Belletti    | Androni Giocattoli-Sidermec | 4h43m07s |
| 2. | Krists Neilands    | Israel Cycling Academy      | + 3s     |
| 3. | Dušan Rajović      | Adria Mobil                 | + 3s     |
| 4. | Jan Bárta          | Elkov-Author                | + 5s     |
| 5. | Piotr Brożyna      | CCC Development             | + 7s     |
| 6. | August Jensen      | Israel Cycling Academy      | + 7s     |
| 7. | Alexander Cataford | Israel Cycling Academy      | + 8s     |
| 8. | Michał Paluta      | CCC Development             | + 8s     |
| 9. | Louis Bendixen     | Team Coop                   | + 9s     |
| 10. | Stefano Oldani     | Kometa                      | + 9s     |

### 2.ª etapa
| Balassagyarmat - Miskolc | média montanha | (201 km) |

| \| Classificação por etapas \| Classificação por etapas \| Classificação por etapas \| Classificação por etapas \| Classificação por etapas \| \| Ciclista \| Ciclista \| Equipe \| Tempo \| \| \| ------------------------ \| ------------------------ \| --------------------------- \| ------------------------ \| ------------------------ \| \| 1. \| Krists Neilands \| Israel Cycling Academy \| 5h10m14s \| \| \| 2. \| Louis Bendixen \| Team Coop \| + 1m00s \| \| \| 3. \| Marco Frapporti \| Androni Giocattoli-Sidermec \| + 1m00s \| \| \| 4. \| Matej Zahálka \| Elkov-Author \| + 1m00s \| \| \| 5. \| Mathias Le Turnier \| Cofidis, Solutions Crédits \| + 1m00s \| \| \| 6. \| Márton Dina \| Kometa \| + 1m00s \| \| \| 7. \| Stefano Oldani \| Kometa \| + 1m00s \| \| \| 8. \| Luis Ángel Maté \| Cofidis, Solutions Crédits \| + 1m00s \| \| \| 9. \| Hayden McCormick \| Team BridgeLane \| + 1m00s \| \| \| 10. \| Attila Valter \| CCC Development \| + 1m00s \| \| |                    |                             |          |
| |                    |                             |          |
| Fonte: ProCyclingStats |                    |                             |          |
| Classificação por etapas |                    |                             |          |
| Ciclista | Ciclista           | Equipe                      | Tempo    |
| 1. | Krists Neilands    | Israel Cycling Academy      | 5h10m14s |
| 2. | Louis Bendixen     | Team Coop                   | + 1m00s  |
| 3. | Marco Frapporti    | Androni Giocattoli-Sidermec | + 1m00s  |
| 4. | Matej Zahálka      | Elkov-Author                | + 1m00s  |
| 5. | Mathias Le Turnier | Cofidis, Solutions Crédits  | + 1m00s  |
| 6. | Márton Dina        | Kometa                      | + 1m00s  |
| 7. | Stefano Oldani     | Kometa                      | + 1m00s  |
| 8. | Luis Ángel Maté    | Cofidis, Solutions Crédits  | + 1m00s  |
| 9. | Hayden McCormick   | Team BridgeLane             | + 1m00s  |
| 10. | Attila Valter      | CCC Development             | + 1m00s  |

| \| Classificação geral \| Classificação geral \| Classificação geral \| Classificação geral \| Classificação geral \| \| Ciclista \| Ciclista \| Equipe \| Tempo \| \| \| ------------------- \| ------------------- \| --------------------------- \| ------------------- \| ------------------- \| \| 1. \| Krists Neilands \| Israel Cycling Academy \| 9h53m14s \| \| \| 2. \| Manuel Belletti \| Androni Giocattoli-Sidermec \| + 1m07s \| \| \| 3. \| Louis Bendixen \| Team Coop \| + 1m10s \| \| \| 4. \| Jan Bárta \| Elkov-Author \| + 1m12s \| \| \| 5. \| Piotr Brożyna \| CCC Development \| + 1m14s \| \| \| 6. \| August Jensen \| Israel Cycling Academy \| + 1m14s \| \| \| 7. \| Michał Paluta \| CCC Development \| + 1m15s \| \| \| 8. \| Stefano Oldani \| Kometa \| + 1m16s \| \| \| 9. \| Márton Dina \| Kometa \| + 1m18s \| \| \| 10. \| Erik Fetter \| Pannon \| + 1m19s \| \| |                 |                             |          |
| |                 |                             |          |
| Fonte: ProCyclingStats |                 |                             |          |
| Classificação geral |                 |                             |          |
| Ciclista | Ciclista        | Equipe                      | Tempo    |
| 1. | Krists Neilands | Israel Cycling Academy      | 9h53m14s |
| 2. | Manuel Belletti | Androni Giocattoli-Sidermec | + 1m07s  |
| 3. | Louis Bendixen  | Team Coop                   | + 1m10s  |
| 4. | Jan Bárta       | Elkov-Author                | + 1m12s  |
| 5. | Piotr Brożyna   | CCC Development             | + 1m14s  |
| 6. | August Jensen   | Israel Cycling Academy      | + 1m14s  |
| 7. | Michał Paluta   | CCC Development             | + 1m15s  |
| 8. | Stefano Oldani  | Kometa                      | + 1m16s  |
| 9. | Márton Dina     | Kometa                      | + 1m18s  |
| 10. | Erik Fetter     | Pannon                      | + 1m19s  |

### 3.ª A etapa
| Kazincbarcika - Tiszafüred | etapa escarpada | (115 km) |

| \| Classificação por etapas \| Classificação por etapas \| Classificação por etapas \| Classificação por etapas \| Classificação por etapas \| \| Ciclista \| Ciclista \| Equipe \| Tempo \| \| \| ------------------------ \| ------------------------ \| -------------------------- \| ------------------------ \| ------------------------ \| \| 1. \| Krisztián Lovassy \| Hungria \| 2h33m21s \| \| \| 2. \| Stanislaw Aniolkowski \| CCC Development \| + 0s \| \| \| 3. \| Gašper Katrašnik \| Adria Mobil \| + 0s \| \| \| 4. \| Jakub Otruba \| Elkov-Author \| + 0s \| \| \| 5. \| Filippo Fortin \| Cofidis, Solutions Crédits \| + 4m04s \| \| \| 6. \| Ádám Kristóf Karl \| Hungria \| + 4m04s \| \| \| 7. \| Michał Paluta \| CCC Development \| + 4m04s \| \| \| 8. \| Alois Kaňkovský \| Elkov-Author \| + 4m04s \| \| \| 9. \| Trond Trondsen \| Team Coop \| + 4m04s \| \| \| 10. \| August Jensen \| Israel Cycling Academy \| + 4m04s \| \| |                       |                            |          |
| |                       |                            |          |
| Fonte: ProCyclingStats |                       |                            |          |
| Classificação por etapas |                       |                            |          |
| Ciclista | Ciclista              | Equipe                     | Tempo    |
| 1. | Krisztián Lovassy     | Hungria                    | 2h33m21s |
| 2. | Stanislaw Aniolkowski | CCC Development            | + 0s     |
| 3. | Gašper Katrašnik      | Adria Mobil                | + 0s     |
| 4. | Jakub Otruba          | Elkov-Author               | + 0s     |
| 5. | Filippo Fortin        | Cofidis, Solutions Crédits | + 4m04s  |
| 6. | Ádám Kristóf Karl     | Hungria                    | + 4m04s  |
| 7. | Michał Paluta         | CCC Development            | + 4m04s  |
| 8. | Alois Kaňkovský       | Elkov-Author               | + 4m04s  |
| 9. | Trond Trondsen        | Team Coop                  | + 4m04s  |
| 10. | August Jensen         | Israel Cycling Academy     | + 4m04s  |

| \| Classificação geral \| Classificação geral \| Classificação geral \| Classificação geral \| Classificação geral \| \| Ciclista \| Ciclista \| Equipe \| Tempo \| \| \| ------------------- \| ------------------- \| --------------------------- \| ------------------- \| ------------------- \| \| 1. \| Krists Neilands \| Israel Cycling Academy \| 12h30m39s \| \| \| 2. \| Manuel Belletti \| Androni Giocattoli-Sidermec \| + 1m07s \| \| \| 3. \| Louis Bendixen \| Team Coop \| + 1m10s \| \| \| 4. \| Jan Bárta \| Elkov-Author \| + 1m12s \| \| \| 5. \| Piotr Brożyna \| CCC Development \| + 1m14s \| \| \| 6. \| August Jensen \| Israel Cycling Academy \| + 1m14s \| \| \| 7. \| Michał Paluta \| CCC Development \| + 1m15s \| \| \| 8. \| Stefano Oldani \| Kometa \| + 1m16s \| \| \| 9. \| Márton Dina \| Kometa \| + 1m18s \| \| \| 10. \| Erik Fetter \| Pannon \| + 1m19s \| \| |                 |                             |           |
| |                 |                             |           |
| Fonte: ProCyclingStats |                 |                             |           |
| Classificação geral |                 |                             |           |
| Ciclista | Ciclista        | Equipe                      | Tempo     |
| 1. | Krists Neilands | Israel Cycling Academy      | 12h30m39s |
| 2. | Manuel Belletti | Androni Giocattoli-Sidermec | + 1m07s   |
| 3. | Louis Bendixen  | Team Coop                   | + 1m10s   |
| 4. | Jan Bárta       | Elkov-Author                | + 1m12s   |
| 5. | Piotr Brożyna   | CCC Development             | + 1m14s   |
| 6. | August Jensen   | Israel Cycling Academy      | + 1m14s   |
| 7. | Michał Paluta   | CCC Development             | + 1m15s   |
| 8. | Stefano Oldani  | Kometa                      | + 1m16s   |
| 9. | Márton Dina     | Kometa                      | + 1m18s   |
| 10. | Erik Fetter     | Pannon                      | + 1m19s   |

### 3.ª B etapa
| Tiszafüred - Hajdúszoboszló | etapa plana | (69 km) |

| \| Classificação por etapas \| Classificação por etapas \| Classificação por etapas \| Classificação por etapas \| Classificação por etapas \| \| Ciclista \| Ciclista \| Equipe \| Tempo \| \| \| ------------------------ \| ------------------------ \| --------------------------- \| ------------------------ \| ------------------------ \| \| 1. \| Alois Kaňkovský \| Elkov-Author \| 1h28m04s \| \| \| 2. \| Wouter Wippert \| EvoPro Racing \| + 0s \| \| \| 3. \| Manuel Belletti \| Androni Giocattoli-Sidermec \| + 0s \| \| \| 4. \| Trond Trondsen \| Team Coop \| + 0s \| \| \| 5. \| Filippo Fortin \| Cofidis, Solutions Crédits \| + 0s \| \| \| 6. \| Aaron Grosser \| Bike Aid \| + 0s \| \| \| 7. \| Louis Bendixen \| Team Coop \| + 0s \| \| \| 8. \| Hugo Hofstetter \| Cofidis, Solutions Crédits \| + 0s \| \| \| 9. \| August Jensen \| Israel Cycling Academy \| + 0s \| \| \| 10. \| Michele Gazzoli \| Kometa \| + 0s \| \| |                 |                             |          |
| |                 |                             |          |
| Fonte: ProCyclingStats |                 |                             |          |
| Classificação por etapas |                 |                             |          |
| Ciclista | Ciclista        | Equipe                      | Tempo    |
| 1. | Alois Kaňkovský | Elkov-Author                | 1h28m04s |
| 2. | Wouter Wippert  | EvoPro Racing               | + 0s     |
| 3. | Manuel Belletti | Androni Giocattoli-Sidermec | + 0s     |
| 4. | Trond Trondsen  | Team Coop                   | + 0s     |
| 5. | Filippo Fortin  | Cofidis, Solutions Crédits  | + 0s     |
| 6. | Aaron Grosser   | Bike Aid                    | + 0s     |
| 7. | Louis Bendixen  | Team Coop                   | + 0s     |
| 8. | Hugo Hofstetter | Cofidis, Solutions Crédits  | + 0s     |
| 9. | August Jensen   | Israel Cycling Academy      | + 0s     |
| 10. | Michele Gazzoli | Kometa                      | + 0s     |

| \| Classificação geral \| Classificação geral \| Classificação geral \| Classificação geral \| Classificação geral \| \| Ciclista \| Ciclista \| Equipe \| Tempo \| \| \| ------------------- \| ------------------- \| --------------------------- \| ------------------- \| ------------------- \| \| 1. \| Krists Neilands \| Israel Cycling Academy \| 13h58m43s \| \| \| 2. \| Manuel Belletti \| Androni Giocattoli-Sidermec \| + 1m05s \| \| \| 3. \| Louis Bendixen \| Team Coop \| + 1m10s \| \| \| 4. \| Jan Bárta \| Elkov-Author \| + 1m12s \| \| \| 5. \| Piotr Brożyna \| CCC Development \| + 1m14s \| \| \| 6. \| August Jensen \| Israel Cycling Academy \| + 1m14s \| \| \| 7. \| Michał Paluta \| CCC Development \| + 1m15s \| \| \| 8. \| Stefano Oldani \| Kometa \| + 1m16s \| \| \| 9. \| Erik Fetter \| Pannon \| + 1m18s \| \| \| 10. \| Márton Dina \| Kometa \| + 1m18s \| \| |                 |                             |           |
| |                 |                             |           |
| Fonte: ProCyclingStats |                 |                             |           |
| Classificação geral |                 |                             |           |
| Ciclista | Ciclista        | Equipe                      | Tempo     |
| 1. | Krists Neilands | Israel Cycling Academy      | 13h58m43s |
| 2. | Manuel Belletti | Androni Giocattoli-Sidermec | + 1m05s   |
| 3. | Louis Bendixen  | Team Coop                   | + 1m10s   |
| 4. | Jan Bárta       | Elkov-Author                | + 1m12s   |
| 5. | Piotr Brożyna   | CCC Development             | + 1m14s   |
| 6. | August Jensen   | Israel Cycling Academy      | + 1m14s   |
| 7. | Michał Paluta   | CCC Development             | + 1m15s   |
| 8. | Stefano Oldani  | Kometa                      | + 1m16s   |
| 9. | Erik Fetter     | Pannon                      | + 1m18s   |
| 10. | Márton Dina     | Kometa                      | + 1m18s   |

### 4.ª etapa
| Karcag - Gyöngyös | média montanha | (138 km) |

| \| Classificação por etapas \| Classificação por etapas \| Classificação por etapas \| Classificação por etapas \| Classificação por etapas \| \| Ciclista \| Ciclista \| Equipe \| Tempo \| \| \| ------------------------ \| ------------------------ \| ----------------------------- \| ------------------------ \| ------------------------ \| \| 1. \| Krists Neilands \| Israel Cycling Academy \| 3h20m40s \| \| \| 2. \| Márton Dina \| Kometa \| + 0s \| \| \| 3. \| Attila Valter \| CCC Development \| + 0s \| \| \| 4. \| Edoardo Zardini \| Neri Sottoli-Selle Italia-KTM \| + 13s \| \| \| 5. \| Juan Pedro López \| Kometa \| + 24s \| \| \| 6. \| Giovanni Visconti \| Neri Sottoli-Selle Italia-KTM \| + 27s \| \| \| 7. \| Daniel Muñoz \| Androni Giocattoli-Sidermec \| + 38s \| \| \| 8. \| Stefano Oldani \| Kometa \| + 42s \| \| \| 9. \| Mathias Le Turnier \| Cofidis, Solutions Crédits \| + 45s \| \| \| 10. \| Karel Hník \| Elkov-Author \| + 53s \| \| |                    |                               |          |
| |                    |                               |          |
| Fonte: ProCyclingStats |                    |                               |          |
| Classificação por etapas |                    |                               |          |
| Ciclista | Ciclista           | Equipe                        | Tempo    |
| 1. | Krists Neilands    | Israel Cycling Academy        | 3h20m40s |
| 2. | Márton Dina        | Kometa                        | + 0s     |
| 3. | Attila Valter      | CCC Development               | + 0s     |
| 4. | Edoardo Zardini    | Neri Sottoli-Selle Italia-KTM | + 13s    |
| 5. | Juan Pedro López   | Kometa                        | + 24s    |
| 6. | Giovanni Visconti  | Neri Sottoli-Selle Italia-KTM | + 27s    |
| 7. | Daniel Muñoz       | Androni Giocattoli-Sidermec   | + 38s    |
| 8. | Stefano Oldani     | Kometa                        | + 42s    |
| 9. | Mathias Le Turnier | Cofidis, Solutions Crédits    | + 45s    |
| 10. | Karel Hník         | Elkov-Author                  | + 53s    |

| \| Classificação geral \| Classificação geral \| Classificação geral \| Classificação geral \| Classificação geral \| \| Ciclista \| Ciclista \| Equipe \| Tempo \| \| \| ------------------- \| ------------------- \| ----------------------------- \| ------------------- \| ------------------- \| \| 1. \| Krists Neilands \| Israel Cycling Academy \| 17h19m13s \| \| \| 2. \| Márton Dina \| Kometa \| + 1m12s \| \| \| 3. \| Attila Valter \| CCC Development \| + 1m16s \| \| \| 4. \| Edoardo Zardini \| Neri Sottoli-Selle Italia-KTM \| + 1m45s \| \| \| 5. \| Juan Pedro López \| Kometa \| + 1m53s \| \| \| 6. \| Giovanni Visconti \| Neri Sottoli-Selle Italia-KTM \| + 1m58s \| \| \| 7. \| Stefano Oldani \| Kometa \| + 2m08s \| \| \| 8. \| Daniel Muñoz \| Androni Giocattoli-Sidermec \| + 2m16s \| \| \| 9. \| Karel Hník \| Elkov-Author \| + 2m24s \| \| \| 10. \| Mathias Le Turnier \| Cofidis, Solutions Crédits \| + 2m24s \| \| |                    |                               |           |
| |                    |                               |           |
| Fonte: ProCyclingStats |                    |                               |           |
| Classificação geral |                    |                               |           |
| Ciclista | Ciclista           | Equipe                        | Tempo     |
| 1. | Krists Neilands    | Israel Cycling Academy        | 17h19m13s |
| 2. | Márton Dina        | Kometa                        | + 1m12s   |
| 3. | Attila Valter      | CCC Development               | + 1m16s   |
| 4. | Edoardo Zardini    | Neri Sottoli-Selle Italia-KTM | + 1m45s   |
| 5. | Juan Pedro López   | Kometa                        | + 1m53s   |
| 6. | Giovanni Visconti  | Neri Sottoli-Selle Italia-KTM | + 1m58s   |
| 7. | Stefano Oldani     | Kometa                        | + 2m08s   |
| 8. | Daniel Muñoz       | Androni Giocattoli-Sidermec   | + 2m16s   |
| 9. | Karel Hník         | Elkov-Author                  | + 2m24s   |
| 10. | Mathias Le Turnier | Cofidis, Solutions Crédits    | + 2m24s   |

### 5.ª etapa
| Kecskemét - Székesfehérvár | etapa plana | (169 km) |

| \| Classificação por etapas \| Classificação por etapas \| Classificação por etapas \| Classificação por etapas \| Classificação por etapas \| \| Ciclista \| Ciclista \| Equipe \| Tempo \| \| \| ------------------------ \| ------------------------ \| --------------------------- \| ------------------------ \| ------------------------ \| \| 1. \| Wouter Wippert \| EvoPro Racing \| 3h53m47s \| \| \| 2. \| Hugo Hofstetter \| Cofidis, Solutions Crédits \| + 0s \| \| \| 3. \| Mihkel Räim \| Israel Cycling Academy \| + 0s \| \| \| 4. \| Manuel Belletti \| Androni Giocattoli-Sidermec \| + 0s \| \| \| 5. \| Trond Trondsen \| Team Coop \| + 0s \| \| \| 6. \| Aaron Grosser \| Bike Aid \| + 0s \| \| \| 7. \| Michele Gazzoli \| Kometa \| + 0s \| \| \| 8. \| Stanislaw Aniolkowski \| CCC Development \| + 0s \| \| \| 9. \| František Sisr \| Elkov-Author \| + 0s \| \| \| 10. \| Wilmar Molina \| Team Novak \| + 0s \| \| |                       |                             |          |
| |                       |                             |          |
| Fonte: ProCyclingStats |                       |                             |          |
| Classificação por etapas |                       |                             |          |
| Ciclista | Ciclista              | Equipe                      | Tempo    |
| 1. | Wouter Wippert        | EvoPro Racing               | 3h53m47s |
| 2. | Hugo Hofstetter       | Cofidis, Solutions Crédits  | + 0s     |
| 3. | Mihkel Räim           | Israel Cycling Academy      | + 0s     |
| 4. | Manuel Belletti       | Androni Giocattoli-Sidermec | + 0s     |
| 5. | Trond Trondsen        | Team Coop                   | + 0s     |
| 6. | Aaron Grosser         | Bike Aid                    | + 0s     |
| 7. | Michele Gazzoli       | Kometa                      | + 0s     |
| 8. | Stanislaw Aniolkowski | CCC Development             | + 0s     |
| 9. | František Sisr        | Elkov-Author                | + 0s     |
| 10. | Wilmar Molina         | Team Novak                  | + 0s     |

## Classificações finais
As classificações finalizaram da seguinte forma:

### Classificação geral
| \| Classificação geral \| Classificação geral \| Classificação geral \| Classificação geral \| Classificação geral \| \| Ciclista \| Ciclista \| Equipe \| Tempo \| \| \| ------------------- \| ------------------- \| ----------------------------- \| ------------------- \| ------------------- \| \| 1. \| Krists Neilands \| Israel Cycling Academy \| 21h13m00s \| \| \| 2. \| Márton Dina \| Kometa \| + 1m22s \| \| \| 3. \| Attila Valter \| CCC Development \| + 1m26s \| \| \| 4. \| Edoardo Zardini \| Neri Sottoli-Selle Italia-KTM \| + 1m45s \| \| \| 5. \| Giovanni Visconti \| Neri Sottoli-Selle Italia-KTM \| + 1m58s \| \| \| 6. \| Juan Pedro López \| Kometa \| + 2m04s \| \| \| 7. \| Stefano Oldani \| Kometa \| + 2m08s \| \| \| 8. \| Daniel Muñoz \| Androni Giocattoli-Sidermec \| + 2m16s \| \| \| 9. \| Karel Hník \| Elkov-Author \| + 2m24s \| \| \| 10. \| Mathias Le Turnier \| Cofidis, Solutions Crédits \| + 2m24s \| \| |                    |                               |           |
| |                    |                               |           |
| Fonte: ProCyclingStats |                    |                               |           |
| Classificação geral |                    |                               |           |
| Ciclista | Ciclista           | Equipe                        | Tempo     |
| 1. | Krists Neilands    | Israel Cycling Academy        | 21h13m00s |
| 2. | Márton Dina        | Kometa                        | + 1m22s   |
| 3. | Attila Valter      | CCC Development               | + 1m26s   |
| 4. | Edoardo Zardini    | Neri Sottoli-Selle Italia-KTM | + 1m45s   |
| 5. | Giovanni Visconti  | Neri Sottoli-Selle Italia-KTM | + 1m58s   |
| 6. | Juan Pedro López   | Kometa                        | + 2m04s   |
| 7. | Stefano Oldani     | Kometa                        | + 2m08s   |
| 8. | Daniel Muñoz       | Androni Giocattoli-Sidermec   | + 2m16s   |
| 9. | Karel Hník         | Elkov-Author                  | + 2m24s   |
| 10. | Mathias Le Turnier | Cofidis, Solutions Crédits    | + 2m24s   |

### Classificação por pontos
| Classificação por pontos | Classificação por pontos | Classificação por pontos    | Classificação por pontos | Classificação por pontos |
| Ciclista                 | Ciclista                 | Equipe                      | Pontos                   |                          |
| ------------------------ | ------------------------ | --------------------------- | ------------------------ | ------------------------ |
| 1.                       | Manuel Belletti          | Androni Giocattoli-Sidermec | 80 pts                   |                          |
| 2.                       | Krists Neilands          | Israel Cycling Academy      | 69 pts                   |                          |
| 3.                       | Louis Bendixen           | Team Coop                   | 66 pts                   |                          |
| 4.                       | Hugo Hofstetter          | Cofidis, Solutions Crédits  | 66 pts                   |                          |
| 5.                       | Wouter Wippert           | EvoPro Racing               | 56 pts                   |                          |
| 6.                       | Trond Trondsen           | Team Coop                   | 54 pts                   |                          |
| 7.                       | Attila Valter            | CCC Development             | 52 pts                   |                          |
| 8.                       | Aaron Grosser            | Bike Aid                    | 52 pts                   |                          |
| 9.                       | Stefano Oldani           | Kometa                      | 46 pts                   |                          |
| 10.                      | Márton Dina              | Kometa                      | 44 pts                   |                          |

### Classificação da montanha
| Classificação da montanha | Classificação da montanha | Classificação da montanha     | Classificação da montanha | Classificação da montanha |
| Ciclista                  | Ciclista                  | Equipe                        | Pontos                    |                           |
| ------------------------- | ------------------------- | ----------------------------- | ------------------------- | ------------------------- |
| 1.                        | Krists Neilands           | Israel Cycling Academy        | 32 pts                    |                           |
| 2.                        | Márton Dina               | Kometa                        | 18 pts                    |                           |
| 3.                        | Juan Pedro López          | Kometa                        | 16 pts                    |                           |
| 4.                        | Jon Božič                 | Adria Mobil                   | 15 pts                    |                           |
| 5.                        | Luis Ángel Maté           | Cofidis, Solutions Crédits    | 15 pts                    |                           |
| 6.                        | Attila Valter             | CCC Development               | 9 pts                     |                           |
| 7.                        | Balázs Rózsa              | Differdange-GeBa              | 7 pts                     |                           |
| 8.                        | Jan Bárta                 | Elkov-Author                  | 6 pts                     |                           |
| 9.                        | Edoardo Zardini           | Neri Sottoli-Selle Italia-KTM | 6 pts                     |                           |
| 10.                       | Matej Zahálka             | Elkov-Author                  | 6 pts                     |                           |

### Classificação por equipas
| Classificação por equipes | Classificação por equipes     | Classificação por equipes | Classificação por equipes |
| Equipe                    | Equipe                        | Tempo                     |                           |
| ------------------------- | ----------------------------- | ------------------------- | ------------------------- |
| 1.                        | CCC Development Team          | 63h42m16s                 |                           |
| 2.                        | Elkov-Author                  | + 1m21s                   |                           |
| 3.                        | Kometa                        | + 2m08s                   |                           |
| 4.                        | Neri Sottoli-Selle Italia-KTM | + 3m16s                   |                           |
| 5.                        | Androni Giocattoli-Sidermec   | + 8m41s                   |                           |
| 6.                        | Coop                          | + 14m16s                  |                           |
| 7.                        | Pannon                        | + 18m15s                  |                           |
| 8.                        | Team BridgeLane               | + 18m34s                  |                           |
| 9.                        | Israel Cycling Academy        | + 21m50s                  |                           |
| 10.                       | Cofidis, Solutions Crédits    | + 27m25s                  |                           |

## Evolução das classificações
| Etapa                 | Vencedor          | Classificação geral | Classificação por pontos | Classificação da montanha | Classificação do melhor húngaro | Classificação por equipas |
| --------------------- | ----------------- | ------------------- | ------------------------ | ------------------------- | ------------------------------- | ------------------------- |
| Prólogo               | Jan Bárta         | Jan Bárta           | não se entregou          | não se entregou           | Márton Dina                     | Israel Cycling Academy    |
| 1.ª                   | Manuel Belletti   | Manuel Belletti     | Manuel Belletti          | Luis Ángel Matei          | Márton Dina                     | Israel Cycling Academy    |
| 2.ª                   | Krists Neilands   | Krists Neilands     | Louis Bendixen           | Krists Neilands           | Márton Dina                     | Kometa                    |
| 3.ª A                 | Krisztián Lovassy | Krists Neilands     | Louis Bendixen           | Krists Neilands           | Márton Dina                     | CCC Development           |
| 3.ª B                 | Alois Kaňkovský   | Krists Neilands     | Louis Bendixen           | Krists Neilands           | Erik Fetter                     | CCC Development           |
| 4.ª                   | Krists Neilands   | Krists Neilands     | Krists Neilands          | Krists Neilands           | Márton Dina                     | CCC Development           |
| 5.ª                   |                   |                     |                          |                           |                                 |                           |
| Classificações finais |                   |                     |                          |                           |                                 |                           |

## UCI World Ranking
A Volta à Hungria outorgará pontos para o UCI World Ranking para corredores das equipas nas categorias UCI World Team, Profissional Continental e Equipas Continentais. As seguintes tabelas mostram o barómetro de pontuação e os 10 corredores que obtiveram mais pontos:
| Posição             | 1.º | 2.º | 3.º | 4.º | 5.º | 6.º | 7.º | 8.º | 9.º | 10.º | 11.º | 12.º | 13.º-15.º | 16.º-25.º |
| Classificação geral | 125 | 85  | 70  | 60  | 50  | 40  | 35  | 30  | 25  | 20   | 15   | 10   | 5         | 3         |
| Por etapa           | 14  | 5   | 3   |     |     |     |     |     |     |      |      |      |           |           |
| Líder               | 3   |     |     |     |     |     |     |     |     |      |      |      |           |           |

| Classificação |          |        |       |       |       |       |
| Posição       | Ciclista | Equipa | Geral | Etapa | Líder | Total |
| ------------- | -------- | ------ | ----- | ----- | ----- | ----- |
| 1.º           |          |        | 125   |       |       |       |
| 2.º           |          |        | 85    |       |       |       |
| 3.º           |          |        | 70    |       |       |       |
| 4.º           |          |        | 60    |       |       |       |
| 5.º           |          |        | 50    |       |       |       |
| 6.º           |          |        | 40    |       |       |       |
| 7.º           |          |        | 35    |       |       |       |
| 8.º           |          |        | 30    |       |       |       |
| 9.º           |          |        | 25    |       |       |       |
| 10.º          |          |        | 20    |       |       |       |